# El viyi
El viyi (en ruso: Вий, también transcrito como Vi o Viy) es un cuento de terror escrito por el autor ruso de origen ucraniano Nikolái Gógol, publicado por primera vez en el primer volumen de su colección de cuentos titulada Mírgorod (1835). El título se refiere al nombre de la criatura demoníaca que protagoniza la trama.

## Argumento
La trama comienza con el narrador afirmando que está contando la historia tal y como la escuchó. La historia trata de tres estudiantes que se encuentran en la Academia teológica en Kiev. En el seminario, existen cuatro tipos de estudiantes, los gramáticos, retóricos, filósofos y teólogos. Cada verano después del fin de las clases, normalmente los estudiantes emprenden una larga procesión de camino a casa, que se hace cada vez más pequeña a medida que cada estudiante se separa del camino principal. Finalmente el grupo se reduce a tres estudiantes el teólogo Jaliava (que se traduce aproximadamente como "huesos perezosos"), el filósofo Jomá Brut ("Tomás Bruto", en referencia al apóstol y al hijo adoptivo de Julio César) y el retórico Tiberi Gorobéts ("Tiberio Gorrión").
Mientras cae la noche los tres estudiantes esperan encontrar una aldea donde puedan conseguir descanso y alimento. Sin embargo, se pierden en el bosque y finalmente encuentran dos pequeñas casas y una granja. Una anciana les dice que tiene una pequeña habitación y no puede acomodar a más viajeros, pero finalmente acepta dejarles entrar. El retórico es instalado en la choza, el teólogo en un armario vacío y el filósofo en el pesebre vacío de las ovejas.
Por la noche la anciana acude junto a Jomá. Al principio el estudiante cree que está intentando seducirlo, pero cuando se acerca ve que los ojos de la anciana brillan de forma extraña. Salta sobre su espalda y con reticencia se encuentra galopando con ella sobre él, que posee una fuerza increíble. Finalmente Jomá consigue vencerla cantando oraciones y exorcismos en voz alta, entonces la obliga a desmontar y con un palo la golpea como castigo. Entonces la anciana se derrumba y descubre que se ha convertido en una hermosa chica.
Jomá huye a Kiev y continúa su vida allí, hasta que un día un deán le cuenta el rumor de que la hija de un rico cosaco fue encontrada casi muerta a golpes cerca de su casa, y que su último deseo fue que Jomá el filósofo acudiera y rezara salmos sobre su cadáver durante tres días después de su muerte.
Aunque Jomá está inseguro de por qué la chica se refería a él específicamente, el déan le ordena que vaya a la casa del cosaco y cumpla el último deseo de su hija. Varios cosacos lo llevan por la fuerza a la aldea donde vivía la chica. Sin embargo, cuando le muestran el cadáver, Jomá descubre que es la bruja con la que se enfrentó anteriormente. Entre los cosacos se rumorea que la chica había hecho tratos con el diablo y cuentan historias horribles sobre sus malos actos, como montaba a otras personas, se bebía su sangre y cortaba las trenzas de las chicas de la aldea. Jomá se muestra reticente a rezar sobre el cuerpo de la bruja de noche, pero los cosacos dicen que así debe hacerlo durante tres noches.
En la primera noche, cuando los cosacos llevan el cuerpo de la bruja a una iglesia en ruinas, Jomá se siente asustado pero se tranquiliza cuando enciende velas para alejar la oscuridad, salvo en el techo. Mientras reza, se imagina que el cadáver se levanta, pero el cuerpo permanece inmóvil. Sin embargo, de repente, Jomá levanta la cabeza y se encuentra con la bruja sentada en su ataúd. Comienza a caminar alrededor, buscando a alguien, y comienza a acercarse a Jomá, pero el estudiante traza un círculo de protección a su alrededor que la bruja no puede cruzar. Ella gruñe y él comienza a exorcizarla y la obliga a regresar a su ataúd. De repente, el ataúd comienza a volar por la iglesia, y la bruja intenta asustar a Jomá para que salga el círculo, pero llega el amanecer y el estudiante ha conseguido sobrevivir a la primera noche.
A la noche siguiente se producen sucesos similares, más horribles que antes, pues la bruja convoca a demonios alados y ciegos y otros monstruos que vuelan sobre la iglesia, pero que no pueden atacar a Jomá porque no pueden verlo. Cuando los cosacos encuentran a Jomá a la mañana siguiente está casi muerto, pálido y apretado contra la pared. Intenta escapar al día siguiente pero los cosacos lo capturan y lo llevan a la iglesia para que termine el exorcismo.
A la tercera noche el cadáver de la bruja se comporta de forma más terrible y llama a los demonios y monstruos para que traigan al Viy a la iglesia, una criatura que puede verlo todo. Jomá se da cuenta de que no debe mirar a la criatura cuando los demonios le levantan sus enormes párpados para que pueda mirarle, pero no puede evitarlo y ve un horrible rostro de hierro observándole. El Viy señala en su dirección y los monstruos ciegos caen sobre él. Jomá muere de terror. Sin embargo, los monstruos no han escuchado el primer canto del gallo y no consiguen escapar de la iglesia cuando amanece.
Un sacerdote llega al día siguiente para encontrar a los monstruos paralizados en las ventanas tratando de huir de la iglesia, que es abandonada para siempre y finalmente se llena de zarzas y árboles. La historia termina con los otros dos amigos de Jomá comentando su muerte y afirmando que su final se debió a que su voluntad flaqueó y mostró miedo de los demonios.

## Adaptaciones cinematográficas
- En 1960 el cuento sirvió de inspiración para la película italiana de terror La máscara del demonio de Mario Bava.
- En 1967 el cuento fue adaptado por Gueorgui Kropachov y Konstantín Yershov en la película soviética Viy.
- En 2006 la película rusa El poder del miedo [ruso: Ведьма (Vedma), "La Bruja"] es una secuela que continúa la historia.[1]
- En 2014 una nueva versión titulada Viy fue rodada en coproducción entre Rusia, Ucrania, Alemania y el Reino Unido.

## Influencia popular
- En la película Piraña (1978), un empleado de un campamento cuenta el final del Viyi como un cuento de fantasmas.
- Uno de los monstruos principales de La-Mulana es un demonio llamado Viyi, extremadamente enorme y que requiere la ayuda de pequeños demonios voladores para abrir su ojos.